# Судан на Играх исламской солидарности
Судан принимает участие в Играх исламской солидарности, начиная с Игр 2005 года.
За все Игры спортивные делегации Судана завоевали всего 9 медалей, из них 1 золотую, в медальном зачёте занимают 29-е место.

## Медальный зачёт
С учётом результатов Игр 2021 года.
| Игры           | Золото         | Серебро        | Бронза         | Всего          | Место          |
| Мекка 2005     | 1              | 3              | 2              | 6              | 16             |
| Палембанг 2013 | 0              | 0              | 0              | 0              | —              |
| 2017           | не участвовали | не участвовали | не участвовали | не участвовали | не участвовали |
| Конья 2021     | 0              | 2              | 1              | 3              | 30             |
| Всего          | 1              | 5              | 3              | 9              | 29             |